# Isaaksplatz

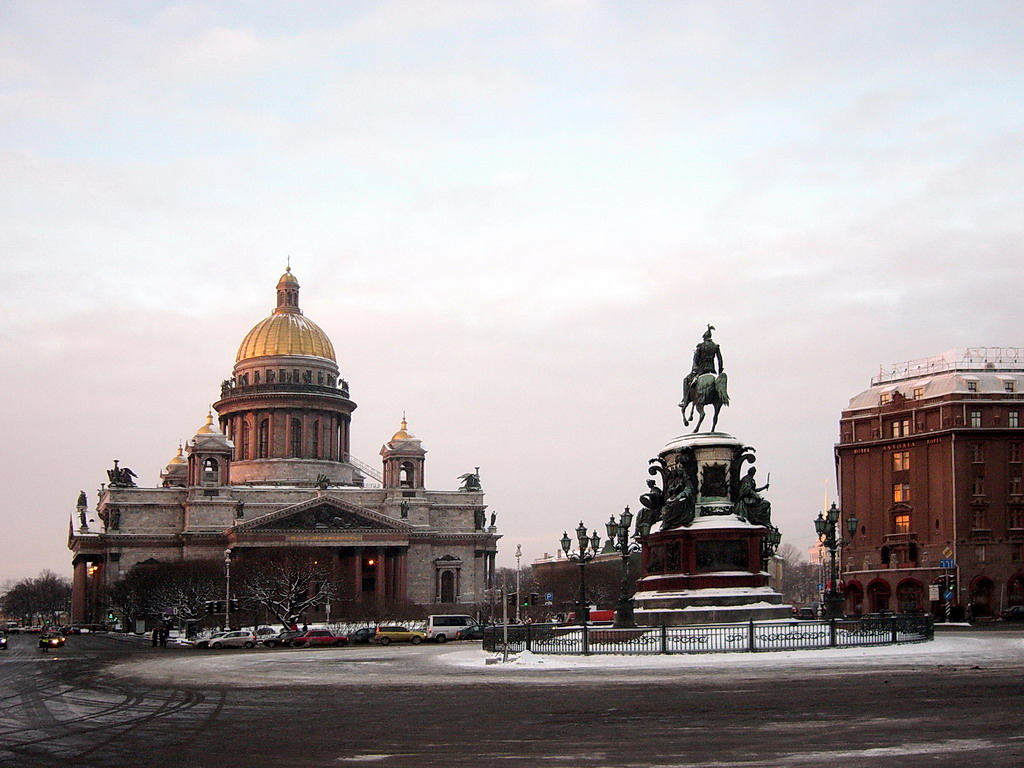
Blick vom Mariinski-Palast (Marienpalast) auf die Isaakskathedrale

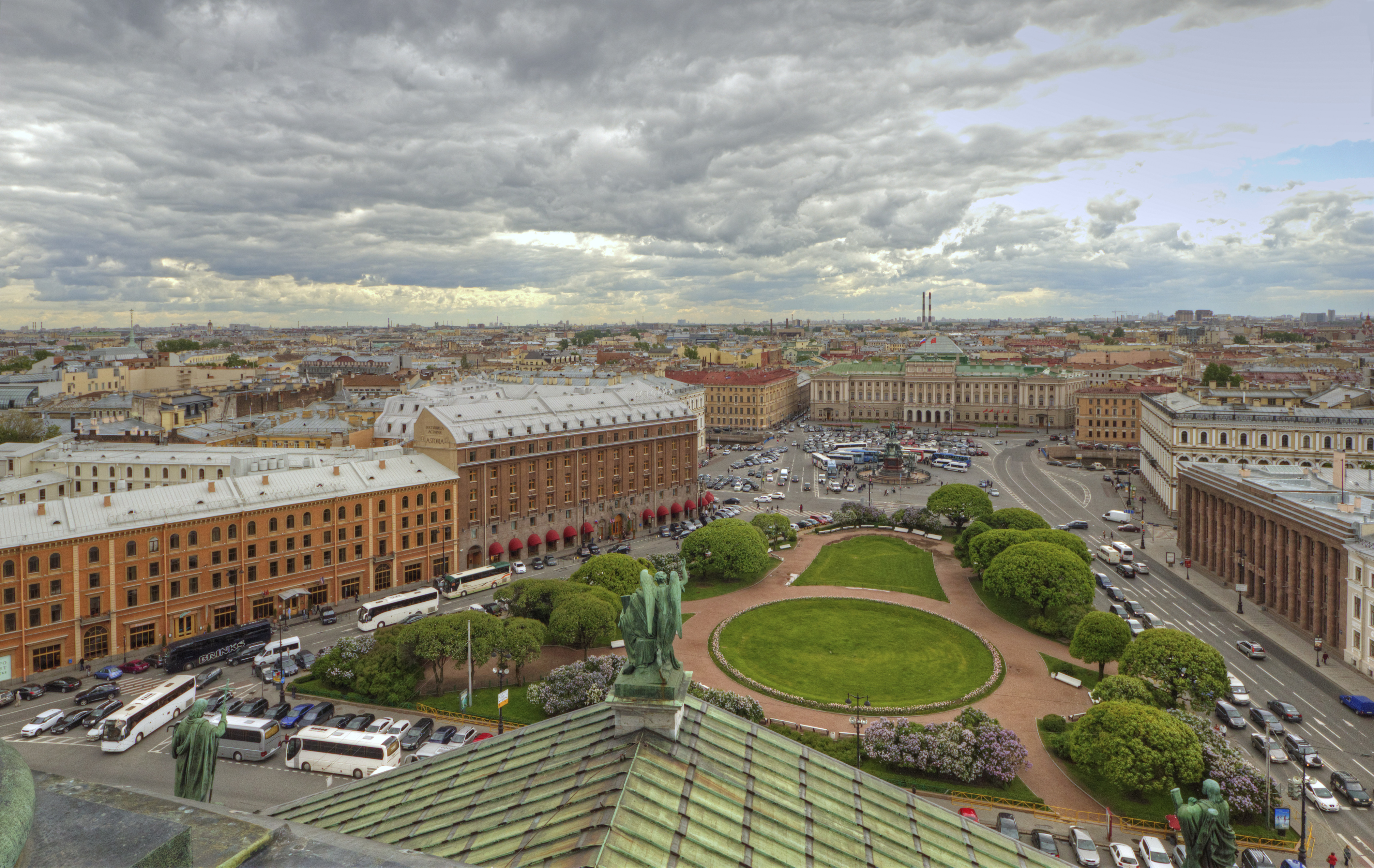
Isaaksplatz

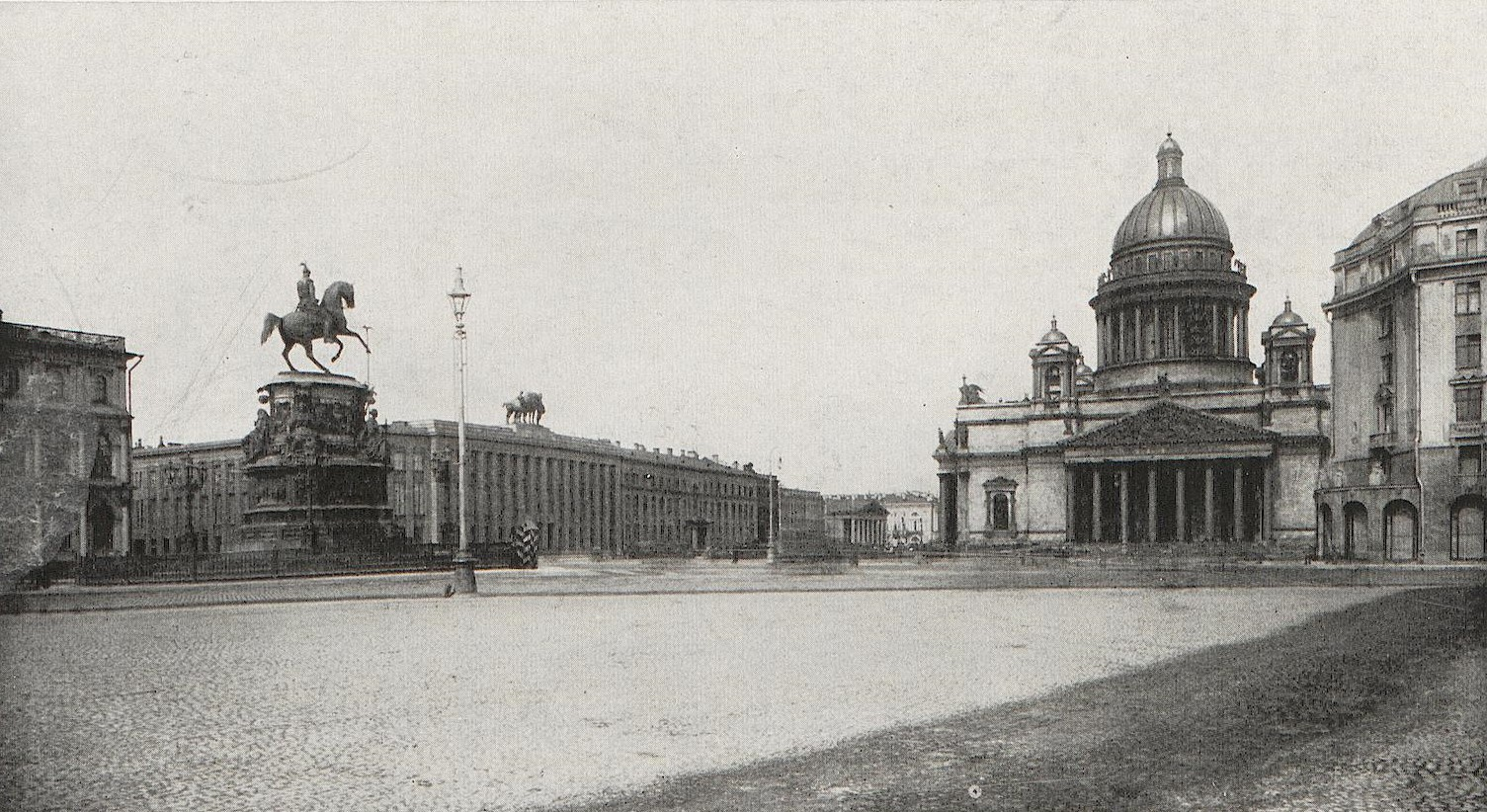
Deutsche Botschaft von Peter Behrens am Isaaksplatz, 1912

Der Isaaksplatz (russisch Исаакиевская площадь / Issaakijewskaja ploschtschad) ist ein großer Platz in Sankt Petersburg, Russland. Zwischen 1923 und 1944 war er als  Worowski-Platz (russisch: Площадь Воровского) bekannt.
Der Isaaksplatz liegt zwischen dem Mariinski-Palast (Marienpalast, Tagungsort des Staatsrates von 1885 bis 1917) und der Isaakskathedrale, die ihn vom Senatsplatz (Сенатская площадь) trennt. Der Platz ist in seiner Mitte von einem Reiterdenkmal besetzt, das Zar Nikolaus I. darstellt. Auch das Hotel Astoria befindet sich am Platz. Eine Seite des Platzes wird von der Moika begrenzt, über die die Blaue Brücke führt. Am nordwestlichen Abgang zur Moika befindet sich seit 1971 eine Granitsäule, die von einem Dreizack bekrönt wird und auf der die Wasserstände der Überschwemmungen 1824, 1903, 1924, 1955 und 1967 (Pegel zwischen 2,2 m und 4 m) markiert sind.